# Prinz-Eugen-Kaserne (Traunstein)
Die Prinz-Eugen-Kaserne, ursprünglich Badenweiler-Kaserne genannt, war eine Kaserne in der oberbayerischen Stadt Traunstein. Zu ihr gehörten die Standortschießanlage Trenkmoos sowie der immer noch aktive Standortübungsplatz Kammer. Sie war bis zu deren Umzug nach Pocking Standort des Gebirgsflugabwehrregiments 8. Auf dem ehemaligen Areal der Kaserne ist seit 2002 der Gewerbepark Kaserne entstanden.

## Geschichte
Am 30. Januar 1934 legte die Traunsteiner Stadtverwaltung dem bayerischen Wehrkreiskommando München ein Angebot zur Errichtung einer Garnison in Traunstein vor. Dieses enthielt ein kostenloses Baugrundstück für eine Kaserne, die kostenlose Nutzung einer Sportanlage und die ebenfalls kostenlose Überlassung eines militärischen Übungsgeländes mit Schießplatz. Der Kasernenbau wurde schließlich beschlossen, befand sich allerdings noch in der Planungsphase, als im Oktober 1934 bereits die ersten Truppen nach Traunstein verlegt wurden. Diese zwei Kompanien mussten daraufhin provisorisch untergebracht werden.
Der Bau der Kaserne begann offiziell Anfang Oktober 1934 unter Regierungsbaumeister Karl Jäger. Beteiligt an der 15.789 ha großen Baustelle waren neben einigen lokalen Firmen auch z. B. der Baukonzern Hochtief. Der Bau stellte nicht nur eine wichtige Arbeitsbeschaffungsmaßnahme dar, sondern wirkte aufgrund der guten Löhne auch als Konjunkturmotor. Aufgrund der verhältnismäßig problemlosen Arbeiten konnten bereits im Frühjahr 1935 einige Gebäude bezogen werden, nach einem Jahr Bauzeit war die Kaserne fertiggestellt. Sie erhielt den Namen Badenweiler-Kaserne, nach dem Ort Badenweiler (französisch Badonviller) in Lothringen, wo sich im Ersten Weltkrieg bayerische Soldaten auszeichneten.
Es folgte die Stationierung des I. Bataillons des Gebirgsjäger-Regiments 100, das jedoch bereits am 1. Oktober 1936 nach Brannenburg verlegt wurde. Ihm folgte das III. Bataillon des Infanterie-Regiments 61.
Während des Zweiten Weltkriegs waren in der Kaserne verschiedene Reserve-Einheiten abwechselnd untergebracht, 1944 sogar Teile einer ungarischen Volksgrenadier-Division.
Am 2. Mai 1945 war für die meisten Soldaten in der Kaserne der Krieg beendet und sie wurden entlassen. Bis zum Eintreffen der US-Truppen plünderten die Traunsteiner Bürger die Kaserne und nahmen alles Brauchbare mit. Einen Tag später begann die Nachkriegszeit.
Bei Kriegsende gab es in Traunstein 15 separate Lazarette, die von den Amerikanern zugunsten eines Sammellazaretts in der beschlagnahmten Kaserne aufgelöst wurden. Von 1949 bis in den Sommer 1951 wurden etwa 1.500 lettische Displaced Persons in der Kaserne untergebracht. Ende 1952 bezogen deutsche Flüchtlinge und Zugewanderte aus der DDR die Kaserne bis zum Winter 1956/57.
Mit der Einrichtung des Bundesgrenzschutzes 1951 stellte sich kurzzeitig die Frage der Nutzung der Badenweiler-Kaserne, die zu diesem Zeitpunkt aber von der US-Armee immer noch nicht freigegeben war.
Mit dem NATO-Beitritt am 5. Mai 1955 verpflichtete sich die Bundesrepublik Deutschland, eigene Streitkräfte aufzustellen. Nach einer Weisung des Bundesministeriums für Verteidigung vom 19. Oktober 1956 wurde die Errichtung einer Standortverwaltung in Traunstein angeordnet. Erste Aufgabe dieser Dienststelle war es, die Belegung der Kaserne durch Bundeswehreinheiten vorzubereiten. Bereits am 6. Mai 1957 konnten die ersten 150 Soldaten des neu aufgestellten Gebirgs-Panzerjägerbataillons 8 in der Kaserne einziehen.
Nach erfolgter Instandsetzung standen der Bundeswehr nun vier Unterkunfts-, ein Stabs- sowie zwei Wirtschaftsgebäude zur Verfügung, also Platz für 1.200 Soldaten. Die Unterbringung des Fuhrparks und Truppengeräts blieb jedoch noch über Jahre mangelhaft und konnte erst nach und nach verbessert werden. Zunächst wurde ein Fahrzeug-Waschplatz errichtet, gefolgt von neuen Fahrzeughallen und Stellflächen (an Stelle der alten Stallungen) bis 1964.
Das Gebirgs-Panzerjägerbataillon 8 wurde 1960 nach Landsberg verlegt; als Ersatz kam bereits ab 11. Juli 1957 das sich noch im Aufbau befindliche Gebirgs-Flugabwehrbataillon 8, das 1978 in das Gebirgs-Flugabwehrregiment 8 umgegliedert wurde. In den Jahren 1957 bis 1965 lagen in Traunstein auch noch die Gebirgs-Panzeraufklärungskompanie 230 sowie die Gebirgs-Panzerjägerkompanien 220 und 230. Von 1962 bis 1972 war hier außerdem noch die Ausbildungskompanie 6/8 stationiert.
Zu dieser Zeit war die Truppe hauptsächlich mit gepanzerten Fahrzeugen aus US-Beständen ausgerüstet, so z. B. mit M16 Halbkettenfahrzeugen und dem Flakpanzer M42 Duster, der in den 70er Jahren durch den Flugabwehrkanonenpanzer Gepard aus deutscher Produktion ersetzt wurde.
1964 erhielt die Kaserne die neue Bezeichnung Prinz-Eugen-Kaserne. Diese Namensänderung sorgte damals für wenig Verständnis, da der Namenspatron Eugen von Savoyen in der Zweiten Schlacht von Höchstädt 1704 bayerisch-französische Truppen besiegte. In dessen Folge wurde Bayern etwa 10 Jahre von österreichischen Truppen besetzt und geplündert.
Von 1957 bis 1997 waren die in Traunstein stationierten Truppen an einer Vielzahl von Hilfs- und Katastrophenschutzeinsätzen in der Region beteiligt, so z. B. bei Hochwasser oder bei der Beseitigung von Sturmschäden.
1996 beschloss das Bundesministerium für Verteidigung die Auflösung der Garnison in Traunstein und die Verlegung der Truppe in die Rottal-Kaserne bei Pocking. Am 20. Februar 1997 fand das letzte, öffentliche Gelöbnis von 84 Rekruten am Traunsteiner Stadtplatz statt.
Am 1. April 1997 begann der Truppenabzug, wobei am 14. Mai 1997 die letzten Soldaten die Garnison verließen. Rund 200 Bürger fanden sich vor den Toren der Kaserne ein, um Abschied von den Soldaten zu nehmen; der Oberbürgermeister hielt die Abschiedsrede.
2002 wurden die Kasernengebäude vollständig abgerissen. Heute steht an ihrer Stelle das Gewerbegebiet Kaserne.

## Kapelle in der Kasernenmauer
Eine Besonderheit der Kaserne stellte eine in die östliche Kasernenmauer integrierte Kapelle dar. Bereits vor dem Bau der Kaserne befand sich auf der westlichen Seite der heutigen B 304 die „Kapelle im Haid“, die 1828 vom Stupperbauer Georg Rächl als Hofkapelle errichtet wurde. Als 1934 für den Bau der Kaserne die notwendigen Grundstücke zusammengekauft wurden, stimmte sein Nachfolger, Josef Schuhbeck, dem Verkauf der Grundstücke unter der Bedingung zu, dass die auf der gegenüberliegenden Straßenseite stehende Hofkapelle in die Kasernenmauer integriert und von der Standortverwaltung unterhalten werden musste. Diese hielt Wort und versetzte die Kapelle passend in die Mauer. Mit dem Abbruch der Kasernengebäude 2002 wurde mit dem Einverständnis der Betreuer auch die Kapelle abgerissen.